# (9457) 1998 FB75
A (9457) 1998 FB75 a Naprendszer kisbolygóövében található aszteroida. A LINEAR projekt keretében fedezték fel 1998. március 24-én.